# Jan Eekhout (burgemeester)
Jan Abraham Eekhout (Aardenburg, 28 april 1904 – Goes, 7 oktober 1987) was een Nederlands burgemeester.
Hij werd geboren als zoon van Izaak François Eekhout (1867-1940; timmerman) en Adriana Maria Vergouwe (1866-1944). J.A. Eekhout heeft de mulo gedaan en was volontair bij de gemeentesecretarie van Aardenburg voor hij in mei 1922 als ambtenaar ging werken bij de gemeente Breskens. In 1927 werd hij daar gemeente-ontvanger en tien jaar later volgde hij J.G. Ramaker op als gemeentesecretaris van Breskens. In 1941 werd burgemeester J.P. Drost in Borculo benoemd waarop Eekhout benoemd werd tot waarnemend burgemeester van Breskens. Het jaar erop kreeg Breskens een NSB-burgemeester. In april 1946 werd Eekhout benoemd tot burgemeester van Breskens en vanaf 1966 was hij daarnaast waarnemend burgemeester van Hoofdplaat. In mei 1969 ging hij met pensioen maar hij bleef nog wel bijna een jaar aan als waarnemend burgemeester van Breskens en Hoofdplaat tot die gemeenten in 1970 werden opgingen in de gemeente Oostburg. Hij overleed in 1987 op 83-jarige leeftijd. Zijn neef en naamgenoot Jan Eekhout (1900-1978) was bekend als schrijver.